# Antonina Pietrowa
Antonina Wasiljewna Pietrowa (ros. Антонина Васильевна Петрова, ur. 1 marca?/14 marca 1915 we wsi Strieszewo w obwodzie leningradzkim, zm. 4 listopada 1941 na południowy zachód od miejscowości Mszynskaja w rejonie łużskim w obwodzie leningradzkim) – radziecka partyzantka, uhonorowana pośmiertnie w 1942 tytułem Bohatera Związku Radzieckiego.

## Życiorys
Urodziła się w rodzinie chłopskiej. Pracowała w rejonowym komitecie Komsomołu w Łudze, od sierpnia 1941 brała udział w wojnie z Niemcami jako zwiadowca oddziału partyzanckiego obwodu leningradzkiego i członkini biura rejonowego komitetu Komsomołu w Łudze. Wyróżniała się w zbieraniu danych wywiadowczych o przeciwniku dla oddziału partyzanckiego. 4 listopada 1941 10 km na południowy zachód od miejscowości Mszynskaja w rejonie łużskim obóz partyzancki został otoczony przez karną ekspedycję; Pietrowa broniła się do ostatniego naboju, po czym zginęła. Została pochowana w Łudze. 8 kwietnia 1942 pośmiertnie otrzymała tytuł Bohatera Związku Radzieckiego i Order Lenina. Jej imieniem nazwano szkołę średnią w Tołmaczowie.